# Senad Begović
Senad Begović (Sarajevo, 13 dicembre 1969) è un ex cestista bosniaco, fino al 1992 jugoslavo.

## Carriera
Con la Bosnia ed Erzegovina ha disputato i Campionati europei del 1993.